# 蒲池久氏
蒲池 久氏（かまち ひさうじ、生没年不詳）は、鎌倉時代中期の武士・御家人。父は蒲池行房。

## 略歴

### 「蒲池家譜」に見える久氏
幼名は喜珠王丸で、宇都宮八郎左衛門という人物の婿となり氏を源氏から藤原氏に改めたという。

### 『蒲池物語』に見える久氏
『蒲池物語』は蒲池氏庶流の蒲池富庵が記したもので、「蒲池家譜」と比べると誤りが多く信憑性に欠ける。
それによると、父行房は承久3年（1221年）に勃発した承久の乱で、鎌倉幕府打倒を掲げ挙兵した後鳥羽上皇側に属したため、幕府方の勝利により、薩摩国の飛び地自領で終生蟄居の身となった。子久氏は妻方の生家の宇都宮氏を継ぎ、宇都宮久氏として蒲池氏の名跡から離れた。
蒲池氏の遺領は松浦氏一族の源圓が継ぎ、圓が新たに松浦党蒲池氏を興した。圓には嗣子がなく、久氏が圓の養子という形で蒲池の名跡に戻り、蒲池久氏となった。

## 系譜
- 父：蒲池行房
- 母：不詳
- 養父：源圓？
- 妻：宇都宮八郎左衛門の娘
  - 男子：蒲池諸久[1]。